# 13-as busz (Székesfehérvár)
A székesfehérvári 13-as jelzésű autóbusz a Szedreskerti lakónegyed és a Babér utca között közlekedett, kizárólag csúcsidőben. Egyéb időszakokban a 13A jelzésű betétjárat pótolt a Csapó utcától indulva. Két gyorsjárata volt, a 13G és a 13Y, ezek kizárólag csúcsidőben közlekedtek és csak a fontosabb megállóhelyeken állnak meg. A 2024. április 2-ai menetrendváltással a járat, a 13A betétjárata és a 13Y gyorsjárata is megszűnt, beleolvadtak a 37-es vonalba. A viszonylatot a Volánbusz üzemeltette.

## Története
2013. július 1-jétől a munkanapi délutáni járatok ritkításra kerültek, 20 perces követési idő helyett félóránként indítottak járatokat.
2014. június 28-ától a Zsurló utca helyett a Babér utcában van a végállomása. Az Alba Ipari Zóna jelentős bővülése indokolttá tette, hogy a Babér utcába tereljenek több buszjáratot is, a 13-ason kívül a 13A, 13G és 16-os buszoknak is az Alba Ipari Zóna, Babér utca lett a végállomása. A régi végállomáshoz (Alba Ipari Zóna, Zsurló utca) az újonnan létrehozott 13Y busz járt, ami a 13G busszal azonos útvonalon közlekedett a végállomása előtti megállóig.

## Útvonala
| Babér utca felé | Szedreskerti lakónegyed felé |
| --- | --- |
| Szedreskerti lakónegyed vá. – Ligetsor – Mészöly Géza utca – Szabadságharcos út – Schwäbisch Gmünd utca – Palotai út – Piac tér – Vörösmarty tér – Széchenyi utca – Horvát István utca – Prohászka Ottokár út – Béke tér – Mártírok útja – Seregélyesi út – Repkény utca – Babér utca – Babér utca vá. | Babér utca vá. – Babér utca – Repkény utca – Seregélyesi út – Mártírok útja – Béke tér – Prohászka Ottokár út – Horvát István utca – Széchenyi utca – Vörösmarty tér – Piac tér – Palotai út – Schwäbisch Gmünd utca – Szabadságharcos út – Mészöly Géza utca – Ligetsor – Szedreskerti lakónegyed vá. |

## Megállóhelyei
Az átszállási kapcsolatok között az azonos útvonalon, de a Csapó utcától induló 13A busz nincs feltüntetve.
| 0  | Szedreskerti lakónegyed végállomás | 27 | 10, 11, 12, 14, 16 | Vörösmarty Mihály Általános Iskola, Bregyó-közi Ifjúsági és Sportcentrum          |
| 1  | Liget sor                          | 26 | 10, 11, 12, 14, 16 | Csónakázótó                                                                       |
| 3  | Uszoda                             | 24 | 10, 11, 12, 14, 16, 17, 30 | Csitáry G. Emil Uszoda és Strand                                                  |
| 4  | Szabadságharcos út                 | 23 | 11, 17, 30 |                                                                                   |
| 6  | György Oszkár tér                  | 21 | 10, 11, 12, 14, 17, 26, 26A, 26G, 27, 36, 37, 38 | Vasvári Pál Általános Iskola                                                      |
| 8  | Autóbusz-állomás                   | 19 | 10, 11, 11A, 12, 12A, 12Y, 13G, 13Y, 14, 14G, 15, 15Y, 26, 26A, 26G, 27, 36, 37, 38, 40, 41, 42, 43, 44 707, 718, 747, 748, 749, 750, 751, 757, 758, 759, 8000, 8001, 8002, 8010, 8011, 8013, 8030, 8032, 8033, 8035, 8037, 8039, 8040, 8046, 8047, 8048, 8049, 8050, 8055, 8060, 8062, 8065, 8066, 8067, 8068, 8069, 8070, 8078, 8080, 8086, 8090, 8092, 8093, 8095, 8096, 8097, 8098, 8099 1172, 1173, 1174, 1204, 1205, 1215, 1229, 1507, 1510, 1512, 1529, 1563, 1706, 1707, 1734, 1758, 1803, 1808, 1809, 1822, 1823, 1824, 1826, 1840, 1841, 1842, 1843, 1844, 1845, 1853 | Autóbusz-állomás, Alba Plaza, Belváros                                            |
| 10 | Református Általános Iskola        | 17 | 11, 11A, 11G, 12, 12A, 12Y, 13G, 13Y, 15, 15Y, 22, 23, 23E, 24, 25, 26, 26A, 36, 37, 38, 40, 41, 43, 44 | Református templom, Talentum Református Általános Iskola, József Attila Kollégium |
| 13 | Prohászka Ottokár templom          | 14 | 20, 33, 34, 35, 36, 37, 38, 40, 41, 43, 44 | Prohászka Ottokár-emléktemplom, Vörösmarty Mihály Művelődési Ház                  |
| 15 | Vasútállomás                       | 12 | 13G, 13Y, 20, 30, 31, 31E, 32, 33, 34, 35, 36, 37, 38, 40, 41, 43, 44 7315, 7398, 8010, 8011, 8013, 8082, 8086, 8092, 8093, 8624 S30 G30 Z30 S34 S35 G43 S150 S440 S450 IC, sebesvonat, gyorsvonat, expresszvonat | Vasútállomás, Vasvári Pál Gimnázium, Kodály Zoltán Általános Iskola és Gimnázium  |
| 16 | Gyár utca                          | 11 | 20, 30, 40, 41, 43, 44 |                                                                                   |
| 17 | Kinizsi utca                       | 10 | 20, 30, 40, 41, 43, 44 |                                                                                   |
| 18 | Madách Imre utca                   | 9  | 20 |                                                                                   |
| 19 | Raktár utca                        | 8  | 13G, 13Y, 20 | Ifjabb Ocskay Gábor Jégcsarnok                                                    |
| 20 | Seregélyesi út / Mártírok útja     | 7  | 20 8030, 8032, 8035, 8037, 8039 |                                                                                   |
| 21 | Tejüzem                            | 6  | 13G, 13Y, 16, 42 8030, 8032, 8033, 8035, 8037, 8039 1823 | Alföldi Tej Értékesítő és Beszerző Kft., Árpád Szakképző Iskola és Kollégium      |
| 22 | Seregélyesi út 96.                 | 5  | 13G, 13Y, 16, 42 8030, 8032, 8035, 8037, 8039 | Alufe Kft.                                                                        |
| 23 | Seregélyesi út 108.                | 4  | 13G, 13Y, 16, 42 8030, 8032, 8035, 8037, 8039 | ARÉV Út- és Mélyépítő Kft.                                                        |
| 24 | Repkény utca / Seregélyesi út      | 3  | 13G, 13Y, 16, 42 8030, 8032, 8033, 8035, 8037, 8039 | Nehézfémöntöde Zrt.                                                               |
| 25 | Repkény utca / Zsurló utca         | 2  | 13G, 13Y, 16 |                                                                                   |
| 26 | Zsálya utca                        | 1  | 13G, 16 |                                                                                   |
| 27 | Babér utca végállomás              | 0  | 16 |                                                                                   |